# Robert B. Talisse

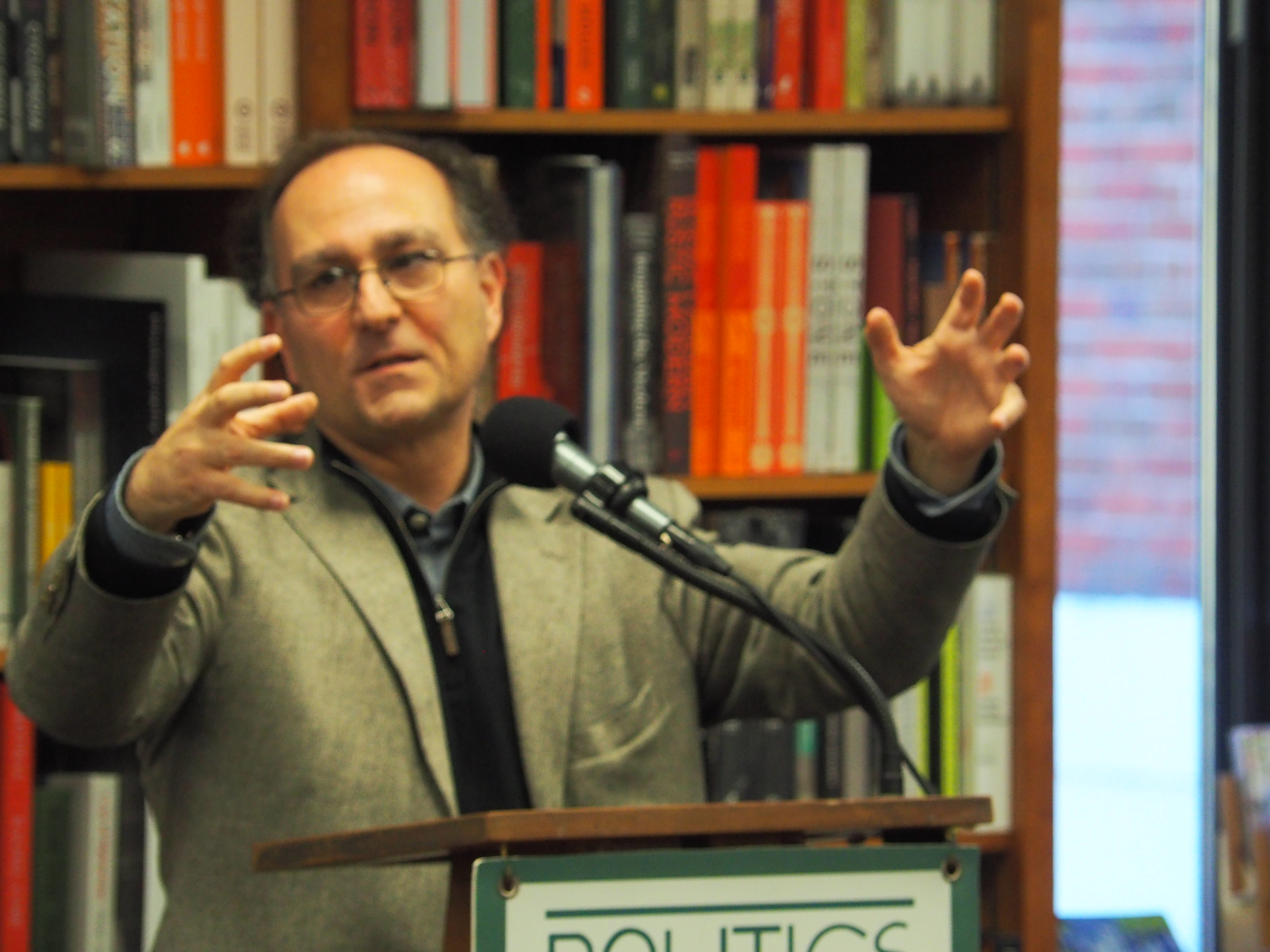
Robert B. Talisse

Robert B. Talisse (* 1970) ist ein US-amerikanischer Philosoph und Politikwissenschaftler.

## Werdegang
Talisse studierte Philosophie an der William Paterson University, wo er 1993 mit dem B.A. abschloss. Seinen M.A. erwarb er 1995 an der New York University. Seinen PhD absolvierte er im Jahr 2001 an der City University of New York. Im Mai 2001 erhielt er an der
Vanderbilt University in Nashville Tennessee eine Anstellung als Assistant Professor of Philosophy. Hier wurde er im September 2006 zum Associate Professor of Philosophy ernannt und erhielt schließlich 2010 die Stelle eines Professor of Philosophy.
Talisse’s Arbeitsschwerpunkte liegen im Bereich der politischen Philosophie der Gegenwart, insbesondere der Theorie der Demokratie und des Liberalismus. Besonderes Augenmerk richtet er zusätzlich auf die Philosophie des Pragmatismus, Ethik, Erkenntnistheorie sowie die Philosophie der Antike. Sein Forschungsinteresse gilt vor allem den Themen Egalitarismus, Verantwortung und globale Gerechtigkeit, der Theorie der Gerechtigkeit nach Rawls und der deliberativen Demokratie. Zu vielen seiner Themen arbeitet Talisse mit seinem Vanderbilt-Kollegen Scott F. Aikin zusammen.

## Lehre
Talisse kann als Vertreter des Pragmatismus eingeordnet werden, wobei er die Positionen von John Dewey, Richard Rorty, und Richard Posner in seinem Buch A Pragmatist Philosophy of Democracy (2007) kritisch betrachtet. Insbesondere hält er die Demokratietheorie Deweys für nicht verträglich mit der Position eines vernünftigen Pluralismus, wie sie John Rawls entwickelt hat, weil nach Dewey soziale Institutionen so gestaltet werden sollen, dass sie eine bestimmte Form eines guten Lebens ermöglichen. Für Talisse ist dies ein Paternalismus, der mit einer offenen, pluralistischen Gesellschaft unverträglich ist. Diese These Talisse's hat im Kreis der Pragmatisten erhebliche Kritik ausgelöst, die in einer gesonderten Ausgabe der Transactions of the Charles S. Peirce Society. zusammengeführt wurde. Talisse trat stattdessen für eine an Charles S. Peirce ausgerichtete Position ein, die nach seiner Auffassung als erkenntnistheoretisches Forschungskonzept eine ausreichende Grundlage zur Begründung einer deliberativen Demokratie bietet. Seine Position, deren Bezugnahme auf Peirce Cheryl Misak von der Universität Toronto in ähnlicher Weise vertritt, wird von einigen Pragmatisten als Sonderposition abgelehnt. Zum Konzept Talisse’s gehört die Auffassung, dass im Zuge einer deliberativen Debatte Positionen erreicht werden können, denen man in gewissem Sinn Richtigkeit zuschreiben kann. Im Zuge der Ausarbeitung seiner Position hat sich Talisse auch kritisch mit wertpluralistischen Auffassungen etwa von Isaiah Berlin, William A. Galston, oder John Gray in seinem Buch Pluralism and Liberal Politics (2012) auseinandergesetzt.

## Schriften
Monographien
- Democracy After Liberalism, Routledge 2005
- A Pragmatist Philosophy of Democracy, Routledge 2007
- Pragmatism: A Guide for the Perplexed mit Scott Aikin, Continuum Books 2008
- Democracy and Moral Conflict, Cambridge University Press 2009
- Reasonable Atheism mit Scott Aikin, Prometheus Books 2011
- Pluralism and Liberal Politics, Routledge 2012
- Why We Argue (And How We Should) mit Scott Aikin, Routledge 2013

einzelne Artikel
- "Sustaining Democracy", Social and Political Philosophy 16.4(2013): 500-519
- "Altruism and Self-Sacrifice", Journal of Social Philosophy 44.2(2013): 112-114
- "Religion in Politics: What's the Problem?", Think   12.33 (2013): 65-73
- "On Epistemic Abstemiousness and Diachronic Norms " mit Scott Aikin, Michael Harbour und Jonathan Neufeld, Logos & Episteme 3.1(2012): 129-134
- "Religion, Respect, and Eberle's Agapic Pacifist", Social Criticism 38.3(2012): 313-325
- "" Freedom, Fear, and Domination", Theoretical and Applied Ethics 1.3(2011): 61-62
- "Towards a New Pragmatist Politics", Metaphilosophy 42.5(2011): 552-571, mit Antworten von Henrik Rydenfelt und David Hildebrand
- "Value Pluralism and Liberal Politics", Ethical Theory and Moral Practice 14.1(2011): 87-100
- "A Farewell to Deweyan Democracy", Political Studies 59.3 (2011): 509-526
- ""Self-Reflexive Social Epistemic Norms", Twin Cities Review of Political Philosophy 1.1(2011): 1-9
- "Three Challenges to Jamesian Ethics" mit Scott Aikin, William James Studies 6(2011), (Antworten, weitere Antworten)
- "Argument in Mixed Company" mit Scott Aikin, Think 27(2011):31-43, Antwort von Brenda Watson: "Conversing with those with Whom We Disagree", "Think 31(2012): 81-95
- "" On Epistemic Abstemiousness" mit Scott Aikin, Michael Harbour und Jonathan Neufeld, Logos and Episteme II.3 (2011): 425-428
- "Epistemic Abstainers, Epistemic Martyrs, and Epistemic Converts" mit Scott Aikin, Michael Harbour und Jonathan Neufeld, Logos and Episteme, I.2(2010): 211-219, Antwort von Alex Bundy: "In Defense of Epistemic Abstemiousness", Logos and Episteme II.2 (2011): 277-292
- "Does Value Pluralism Entail Liberalism?", Journal of Moral Philosophy 7.3(2010): 303-320
- "An Epistemological Defense of Democracy" Critical  Review 22.2-3 (2010): 279-289
- "Nagel on Public Education and Intelligent Design" mit  Scott Aikin und Michael Harbour, Journal of Philosophical Research 35 (2010): 209-219
- "Can Liberals Take Their Own Side in an Argument?", Philosophy of Education in the Era of Globalization, hrsg. von Yvonne Raley and Gerhard Preyer, Routledge 2010
- "Saving Pragmatist Democratic Theory (From Itself)", Politica (Italy), special issue on Pragmatism and Democracy, guest-edited by Roberto Frega and Fabrizio Trifirò, XII. 1 (2010): 12-27
- "Peirce and Democratic Theory", Proceedings of the Applying Peirce Conference, hrsg. Von Henrik Rydenfeltand, Mats Bergman (2010)
- "Questions about Normative Consent" mit Michael Harbour, The Good Society, 18.2(2009): 48-53
- "Evolution, Intelligent Design, and Public Education" mit Scott Aikin und Michael Harbour, Spontaneous Generations 3.1(2009): 35-40
- "Précis of A Pragmatist Philosophy of Democracy" Beitrag zu einer Symposium-Ausgabe der Transactions of the Charles S. Peirce Society, 45.1(2009): 45-49
- "Replies to My Critics" Beitrag zu einer Symposium-Ausgabe der Transactions of the Charles S. Peirce Society, 45.1(2009): 90-108
- "The Truth about Hypocrisy" mit Scott Aikin, American Mind, January, 2009
- "Folk Epistemology and the Justification of Democracy" in: Does Truth Matter? Hrsg. von Ronald Tinnevelt und Raf Geenens, Springer, 2009
- "Pragmatism and the Cold War" in: Oxford Handbook of American Philosophy, hrsg. Von Cheryl Misak, Oxford University Press 2009
- "Modus Tonens" mit  Scott Aikin, Argumentation 22.4(2008): 521-529
- "Abortion Activism and Civil Discourse" mit Steven Maloney, Critical Review, 20.1-2(2008): 167-179, Antwort von Jon Shields, "Abortion and Deliberation"
- "Towards A Social Epistemic Comprehensive Liberalism", Episteme 5.1(2008): 106-128
- "Skepticism and the Democratic Ideal" Think 16(2008): 7-17
- "Rockmore on Analytic Pragmatism" mit Scott Aikin, Metaphilosophy 39.2(2008): 155-162
- "Getting Duped" mit Yvonne Raley, Scientific American Mind, February, 2008
- "A Critique of Deweyan Democracy", Southwest Philosophy Review 24.1 (2008): 181-190
- "Kitcher on the Ethics of Inquiry" mit Scott Aikin, Journal of Social Philosophy 38.4(2007): 654-665, Antwort von Philip Kitcher: "Reply to Talisse and Aikin"
- "Two Democratic Hopes", Contemporary Pragmatism 4.2(2007): 19-28, Antwort von Robert Westbrook
- "Democracy and Ignorance", Critical Review 18.4(2007): 453-466
- "From Pragmatism to Perfectionism", Philosophy & Social Criticism 33.3 (2007): 387-406
- "Flathman on Pluralism and Liberal Democracy" (Review), Social Theory and Practice, 33.1 (2007): 151-158
- "Two Forms of the Straw Man" mit Scott Aikin, Argumentation 20.3 (2006): 345-352
- "Social Epistemology and the Politics of Omission", Episteme 2.II (2006): 107-118
- "Deliberative Democracy Defended", Res Publica 11.2 (2005): 185-199
- "Liberalism, Pluralism, and Political Justification", Harvard Review of Philosophy, XIII.2 (2005): 57-72
- "Deliberativist Responses to Activist Challenges", Philosophy & Social Criticism, 31.4 (2005): 423-444
- "Why Pragmatists Cannot be Pluralists" mit  Scott Aikin, Transactions of the C. S. Peirce Society, mit Antworten von Cheryl Misak, Henry Jackman, Michael Eldridge, John Lyskaer und Michael Sullivan, XLI.1 (2005): 101-118.
- "Still Searching for a Pragmatist Pluralism" mit Scott Aikin, Transactions of the C. S. Peirce Society XLI.1 (2005): 145-160
- "Does Public Ignorance Defeat Deliberative Democracy?", Critical Review 16.4 (2005): 455-463.
- "Dewey's Defense of Democracy ", Free Inquiry 26.4 (2004): 35-37
- "Can Value Pluralists be Comprehensive Liberals?", Contemporary Political Theory 3.2 (2004): 127-139, Antwort von William Galston (PDF)
- "Towards a Peircean Politics of Inquiry", Transactions of the C. S. Peirce Society XL.1 (2004):21-38.
- "Pragmatism and Deliberative Politics", Journal of Speculative Philosophy, 18.1 (2004):1-8.
- "Can Democracy Be a Way of Life?", Transactions of the C. S. Peirce Society XXXIX.1 (2003): 1-21.
- "Rawls on Pluralism and Stability", Critical Review 15.1&2 (2003): 173-194.
- "Teaching Plato's Euthyphro Dialogically", teachphil  Teaching Philosophy 26.2 (2003):163-175.
- "Two-Faced Liberalism", Critical Review 14.4 (2002): 441-458.
- "Misunderstanding Socrates", Arion 9.3(2002):111-121.
- "Two Concepts of Inquiry", Philosophical Writings 20 (2002): 69-81.
- "Liberty, Community, and Democracy", Journal of Speculative Philosophy 15.4 (2001):286-304.
- "A Pragmatist Critique of Rorty's Hopeless Politics", Southern Journal of Philosophy, 39.4 (2001): 611-626.